# Bathikabeya
Bathikabeya o Bhatikabhaya Abhaya (Bhattika Raja) fou rei de Sri Lanka, fill i successor de Kutakanna Tissa, del 21 aC al 9 dC.
Com el seu pare era un esteta, però ho va portar a extrems d'infantilisme portant a efecte totes les seves fantasies sense mirar el cost. Va rebaixar els impostos quan va ordenar a l'entorn de Anuradhapura (una dotzena de km) s'havien de plantar gessamins. Va dedicar una bona part del seu temps a l'adquisició de coneixements religiosos i va concedir dons (consistents en oli, begudes i robes) als sacerdots, especialment als residents a Mihintale que eren com un miler.
Va dedicar pobles, camps i jardins a diversos temples, especialment al de Ruwanwelisaya, per tal de mantenir-los en la reparació amb els mateixos ingressos. Va construir una sala (Uposatha) a la dagoba Thuparama, va reparar el Lova Maha Paya i va construir dos edificacions a la dagoba Ruwanweli (Mahathupa). També va construir quatre temples. L'ús de maquinària per elevar l'aigua a 120 colzes d'altura és interessant, ja que mostra que els singalesos fa més de dos mil·lennis tenia màquines hidràuliques de gran potència.
Va morir després d'un regnat de vint anys. Fou proclamat rei el seu germà Mahadithaka Mahanaga (Maha Dalia Mana o Dathika).